# Ökonomie 3.0
Als Ökonomie 3.0 bezeichnen einige Autoren eine sich infolge der digitalen Revolution und Web 2.0 abzeichnende neue Ökonomie. Diese soll sich durch partizipative Entwicklungs- und dezentrale Produktionsstrukturen auszeichnen.
Die Kunden formulieren ihre Bedürfnisse im Internet und suchen u. a. mittels sozialen Netzwerken Gleichgesinnte und scharen rund um ihr Anliegen eine Menge potentieller Kunden. Wachsame Firmen nehmen dieses Bedürfnis auf und entwickeln das gewünschte Produkt oder die Interessenten sammeln per Crowdfunding das Geld für die selbständige Entwicklung des Produktes.
Bei der Herstellung von Produkten zeichnet sich dank erschwinglichen 3D-Druckern ebenfalls eine Dezentralisierung ab. Übers Internet lassen sich selbst entworfene Teile oder gar Produkte ausdrucken und per Post zusenden oder mit einem persönlichen 3D-Drucker gleich in der eigenen Wohnung herstellen. Nach Meinung der Autoren untergräbt dies die bisherigen Produktionsstrukturen und demokratisiert die Produktionsprozesse.

## Begriff
Im Vergleich lassen sich die drei Wirtschaftssysteme Ökonomie 1.0, Ökonomie 2.0 und Ökonomie 3.0 nach Oliver Fiechter wie folgt abgrenzen:
|                                                     | Ökonomie 1.0                                     | Ökonomie 2.0                          | Ökonomie 3.0                                             |
| --------------------------------------------------- | ------------------------------------------------ | ------------------------------------- | -------------------------------------------------------- |
| Art der Bedürfnisse                                 | physisches Überleben                             | menschlicher Wohlstand                | immaterieller Wohlstand                                  |
| treibende Kraft                                     | Wunsch nach Entwicklung                          | Wunsch nach Verwirklichung            | Wunsch nach Anerkennung                                  |
| Art der Arbeit                                      | körperliche/manuelle Arbeit                      | repetitive Arbeit                     | geistige, kreative Arbeit                                |
| dominierender Beschäftigungsfaktor                  | Landwirtschaft                                   | Industrie                             | Dienstleistungen                                         |
| wichtigste Kapitalform                              | Boden: natürliches Kapital                       | Maschinen: materielles Kapital        | Menschen: immaterielles Kapital                          |
| Stadium der Wissensgesellschaft                     | mündliche Gesellschaft                           | schriftliche Gesellschaft             | digitale Gesellschaft                                    |
| geografischer Fokus                                 | lokal                                            | national                              | global                                                   |
| Fokus in der Organisation der Bedürfnisbefriedigung | produzieren                                      | konsumieren                           | tauschen                                                 |
| Systemzweck                                         | Produktionssystem                                | Verteilsystem                         | Interaktionssystem                                       |
| Markt als ...                                       | Nahrung gegen Arbeit, Märkte identifizieren      | Gut gegen Geld, Preise identifizieren | Identität gegen Identität, Gemeinschaften identifizieren |
| Systemtugend                                        | Fleiss und Gehorsam                              | Rationalität                          | Identität                                                |
| Arbeitsverhältnis                                   | selbständig, evtl. unter Herrschaft Feudalherren | Arbeitnehmer und Arbeitgeber          | Mitunternehmer                                           |
| Kunde als                                           | Massenwesen                                      | Empfänger                             | Co-Produzent                                             |
| Eigentum, Gewinndefinition und -verwendung          | Unternehmer                                      | Unternehmer und Aktionäre             | Kunden, Investoren, Mitarbeitende, Öffentlichkeit        |
| politischer Imperativ                               | Demokratisierung                                 | Liberalisierung                       | Intellektualisierung                                     |